# 本渡市立下浦中学校
本渡市立下浦中学校（ほんどしりつ しもうらちゅうがっこう）熊本県本渡市（現・天草市）にあった公立中学校。

## 概要
- 人口の減少に供なって廃校になった。
- 亀川中学校の一部校区と統合し本渡東中学校が開校する。

## 沿革
- 1947年（昭和22年）4月22日 - 下浦村立下浦中学校創立
- 1954年（昭和29年）4月 - 本渡市立下浦中学校と改称
- 1990年（平成2年）3月 - 下浦中学校廃校

## 学校周辺
- 本渡瀬戸